# Paravilla painterorum
Paravilla painterorum är en tvåvingeart som beskrevs av Hall 1981. Paravilla painterorum ingår i släktet Paravilla och familjen svävflugor. Inga underarter finns listade i Catalogue of Life.